# 바드르 조직
바드르 조직(منظمة بدر)은 이전 바드르 여단 또는 바드르 군단으로 알려졌으며, 하디 알아미리를 수장으로 하는 이라크의 정당이자 무장단체이다. 바드르 여단은 이란 시아파 이슬람 정당의 군사적 보조체로, 1982년 이라크 이슬람 최고 회의를 통해 창립되었다. 2003년 이라크 침공 이후 대부분의 바드르 군단의 전투요원들은 신이라크 군과 이라크 경찰에 참여했다. 정치적으로 바드르 조직과 이라크 이슬람 최고 회의는 2003년 이후 하나의 정당으로 인식되지만 지금 비공식적으로 분당했다 바드르 조직은 현재 이라크의 공식적인 정당이다. 바드르 조직군 및 그들의 이란 사령관은 ISIL과 이라크에서 싸웠다. 이들은 인민동원군의 일부이다.

## 역사

### SCIRI
조직은 1982년 이란에서 창설되었고, 이라크 이슬람 최고 회의의 군사 보조 단체였다. 이 조직은 약 20년 간 사담 후세인의 통치 기간 동안 이라크가 아닌 이란에 주둔하고 있었으며, 이란 장교들에 의해 지도받았다. 이들은 수천 명의 이라크 망명자, 난민, 반정부 요인들로 구성되어 있었고, 이란-이라크 전쟁 당시 이란 군과 함께 싸웠다. 이란이 이 조직을 무장시키고 지휘했다. 1991년 이라크 봉기 당시 이들은 사담 후세인에 맞서 싸우기 위해 이라크로 잠깐 귀환하여 시아파의 성지인 나자프, 카르발라를 탈환하려고 하였다. 그들은 봉기가 진압된 후 이란으로 후퇴했다.

1995년 쿠르드 내전 동안 이란은 5,000명의 바드르 병사들을 쿠르드 자치구로 보냈다. 2003년 이라크 침공 당시 이라크에 돌아온 다음 바드르 여단은 바드르 조직으로 이름을 변경했는데 이는 연합군 임시 정부가 이라크 무장 단체를 무장 해제하려는 시도가 있었기 때문이다. 그러나 보안군과 함께 이들은 무장 단체로써 여전히 활동하였으며 이들은 비밀 감옥을 운영하는 것으로 논란이 되기도 했다 이들은 이라크 전쟁 당시 비밀 암살을 저지른 것으로 논란이 더욱 불거졌다.
사담 후세인에 대한 반대로 바드르 여단은 바트당 파르티잔과 맞서 싸우는데 미국의 큰 자산처럼 여겨졌다. 2003년 바그다드 전투 이후 바드르 조직은 새로 설립된 육군과 경찰, 그리고 국내부에 많은 수를 참여시켰다. 국내부는 이라크 이슬람 최고 기구가 통치했으며 많은 바드르 조직원들은 국내부를 운영하는 늑대 여단의 일부가 되었다. 이라크 국내부 장관 바얀 자브르는 옛 바드르 여단의 지도자였다. 2006년 국제 연합은 이라크 인권 수장 존 페이스를 보냈고, 그는 이라크 인 수백명이 이라크 이슬람 최고 기구 하의 국내부에서 사망 또는 참수, 고문사당한 것을 밝혀냈다.

### 대 IS 군사 개입
ISIL이 안바르 전역에서 승리를 거두고 이후 2014년 6월 북부 이라크 공세로 쿠르드 자치구와 이라크 정부를 위협하자 바드르 조직은 기계화하여 ISIL을 상대로 여러 전투에서 승리를 거두었다. 이들은 주르프 알 사카르 해방 및 아미르리 포위전에서 ISIL을 격퇴시켰다. 2015년 2월 아슈라프 캠프에서 작전을 펼치며 디야라 주에서 ISIL에서 맞서 싸우던 중, 알만수르야 전투에서 25명의 바드르 군인들이 사망했으며, 총 100명의 군인이 디야라 주에서 전사했다. 바드르 조직의 지도자 하디 알아미리는 수니파의 안전을 지키기 위해 헌신했지만 몇몇 수니파 부족들이 IS와 동맹을 맺고 있는 것에 대한 의심과 현 비밀 암살에 대해 깊은 불신을 표한다고 말했다.